# Mutua Madrid Open 2025

Теннисный турнир в Мадриде 2025 (англ. 2025 Mutua Madrid Open) — мужской ежегодный международный профессиональный теннисный турнир, проходящий в Мадриде (Испания) на открытых грунтовых кортах. Турнир относится к категории ATP 1000 с призовым фондом чуть более 9,5 миллионов Евро и турнирной сеткой, рассчитанной на 96 участников в одиночном разряде и 32 команды в парном разряде.
В 2025 году турнир пройдёт в период с 22 апреля по 4 мая. Турнир входит в серию соревнований, расположенную в календаре между Открытым чемпионатом Австралии и Открытым чемпионатом Франции и является вторым в сезоне «тысячником» на грунте.
Прошлогодние победители:
- в мужском одиночном разряде —  Андрей Рублёв
- в женском одиночном разряде —  Ига Свёнтек
- в мужском парном разряде —  Себастьян Корда и  Джордан Томпсон
- в женском парном разряде —  Кристина Букша и  Сара Соррибес Тормо

## Общая информация
Турнир затронул сбой в энергосистеме Европы 28 апреля; часть матчей была остановлена и перенесена на другой день из-за невозможности в должной мере перезапустить систему освещения, электронного судейства и телетрансляции.
Все игроки, представляющие Россию и Беларусь, выступавшие на французских кортах, были заявлены в нейтральном статусе.
Лидер мужского тура — Янник Синнер — пропускал соревнование из-за отстранения ВАДА, полученного за сданный положительный допинг-тест.
Прошлогодний чемпион мужского одиночного турнира — Андрей Рублёв — был посеян под седьмым номером.
Прошлогодняя чемпионка женского одиночного турнира — Ига Свёнтек — была посеяна под вторым номером.
Лидером посева в мужском одиночном турнире стал испанец Карлос Алькарас.
Лидером посева женского одиночного разряда стала Арина Соболенко.
Лидерами посева в мужском парном турнире стали Марсело Аревало и Мате Павич (№ 2 в мире на момент проведения турнира).
Лидерами посева в женском парном турнире стали Габриэла Дабровски и Эрин Рутлифф (№ 8 в мире на момент проведения турнира).

## Соревнования

### Мужчины. Одиночный турнир
- Каспер Рууд обыграл  Джека Дрейпера со счётом 7-5 3-6 6-4.

### Женщины. Одиночный турнир
- Арина Соболенко обыграла  Кори Гауфф со счётом 6-3 7-6(7-3).

### Мужчины. Парный турнир
- Марсель Гранольерс /  Орасио Себальос обыграли  Марсело Аревало /  Мате Павич со счётом 6-4 6-4.

### Женщины. Парный турнир
- Сорана Кирстя / Анна Калинская обыграли Вероника Кудерметова /  Элизе Мертенс, 6–7(10–12), 6–2, [12–10]